# 데카폴리스

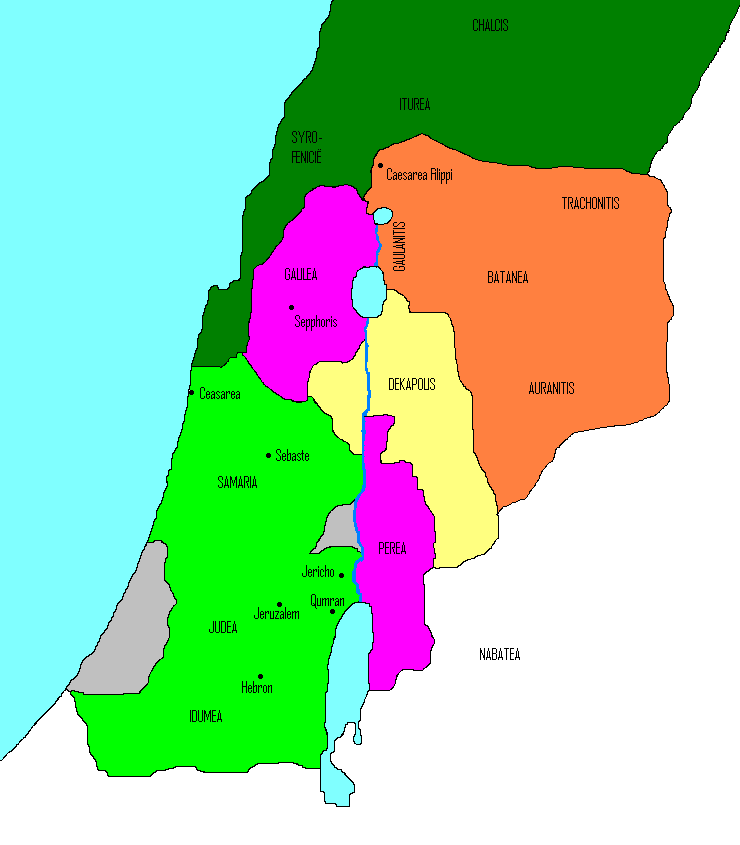
데카폴리스의 위치(황색).

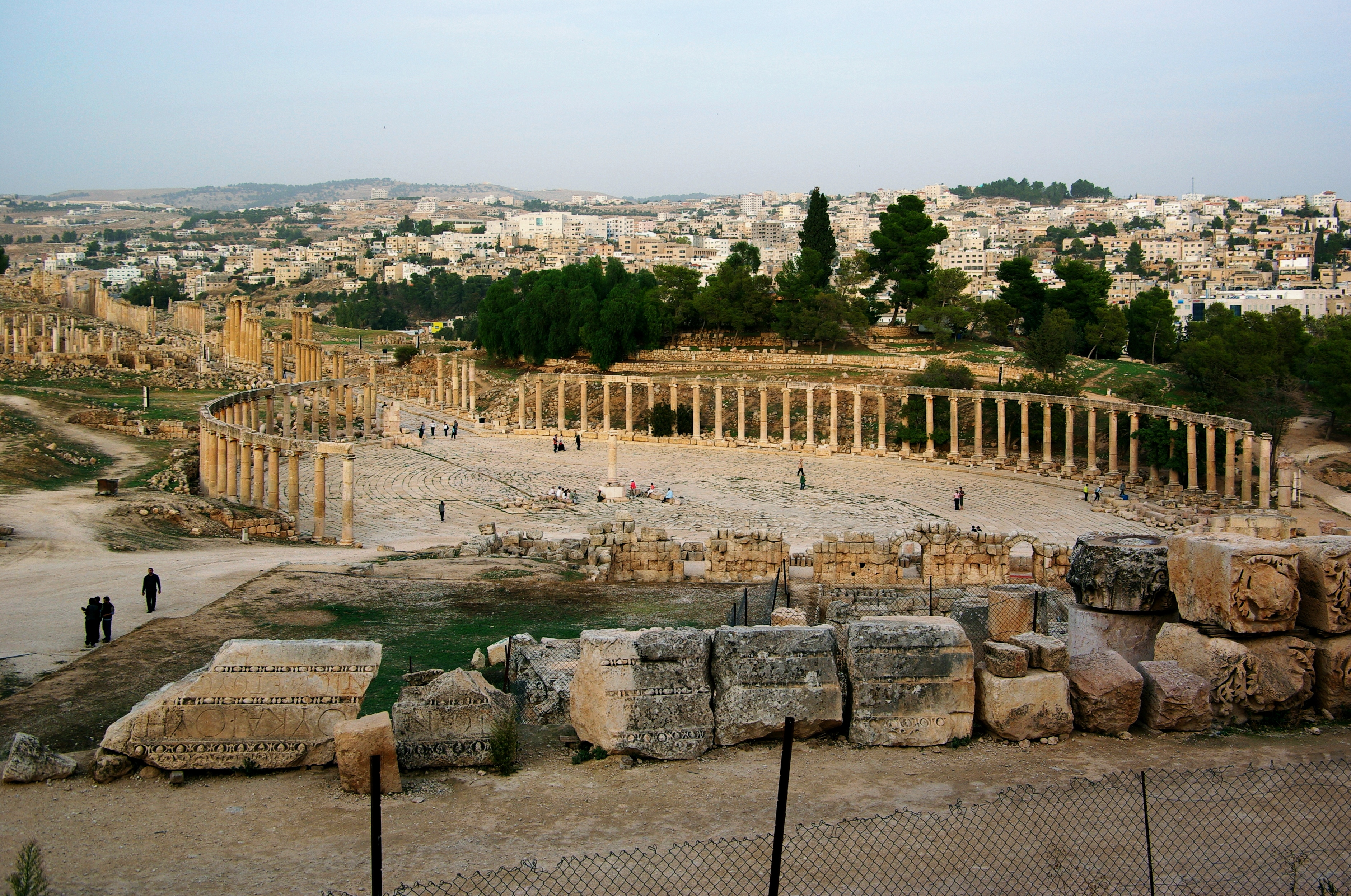
게라사의 원형 광장 유적.

데카폴리스(고대 그리스어: Δεκάπολις, Decapolis)는 신약성경에 등장하는 갈릴리 호수 남부의 요르단강의 양안(주로 동쪽)의 넓은 지역에 존재했던 팔레스타인에 걸치는 그리스의 10개 식민지 마을을 통칭하는 말이다. "10개의 마을" 이라는 의미가 있다.
10개 도시는 스키토폴리스(지금의 이스라엘에 있는 베트셰안) · 히포스 · 가다라 · 라파나 · 디온(또는 디움) · 펠라 · 게라사 · 필라델피아(지금의 요르단에 있는 암만) · 카나타 · 다마스쿠스(지금의 시리아 수도)로, 다마스쿠스가 가장 북쪽에 있었고 필라델피아는 가장 남쪽에 있었다. 이들 도시는 알렉산드로스 3세(대왕)의 후계자들에 의해 건설되었다. 그 중 다마스코(훗날의 다마스쿠스)는 북방에 조금 떨어진 곳에 위치했고, 헬레니즘 이전부터 역사가 오랜 도시였다.
이들 도시는 동방에 위치한 그리스 도시로써 그리스어를 쓰는 이민자들을 많이 불러모았고, 아람어 문화권 안에서 헬레니즘 문화의 중심이 되었다. 또한 이곳에 세워진 10도시 외에도 많은 헬레니즘 도시가 이 지역에 흩어져 있었다. 기원전 63년에 로마의 장군 폼페이우스가 이끄는 로마군이 이곳을 유대인 지배로부터 해방시켰다. 면세 특권이 주어지고, 자치통상을 위해 도시동맹을 맺어 시리아 총독(코메스)의 지배 아래 두었다.
유대 역사가 요세푸스와 대 플리니우스(두 사람 모두 서기 1세기 사람이다)의 저작이나 서기 2세기의 프톨레마이오스도 데카폴리스에 대한 언급을 남겼다.

## 성경
이 지방의 많은 도시 군집은 예수를 따랐는데, 예수가 갈릴리 호수를 걸어서 건넜다는 성경의 유명한 신비담이 알려져 있다.

## 같이 보기
- 예수의 기적